# Відкрите море (телесеріал)
«Відкрите море» (ісп. Alta mar) — оригінальний іспанський телевізійний серіал Netflix та Bambú Producciones. У головних ролях Івана Бакеро, Алехандра Онієва, Елой Асорін та Джон Кортахарена. Прем'єра відбулася 24 травня 2019 року.
У червні 2019 року стартували зйомки другого сезону, який вийшов 22 листопада 2019 року. Як повідомляється, у листопаді 2019 року виробнича компанія Bambú Producciones заявила, що телесеріал повернеться на третій сезон у 2020 році і що над сценарієм четвертого сезону також працюють. Крім того, актор Джон Кортахарена, який грає Ніколаса Васкеса, підтвердив третій сезон на своїй офіційній сторінці в Instagram 6 листопада 2019 року. Планувався і четвертий сезон, але Netflix вирішив не продовжувати його, закінчивши серіал в 2020 році.

## Сюжет
Події розгортаються у 1940-х роках на пасажирському океанічному лайнері «Барбара де Браганца», який прямує з Іспанії до Бразилії в пошуках кращого майбутнього. На ньому подорожують Кароліна Вільянуева (Алехандра Онієва) та Єва Вільянуева (Івана Бакеро). Серіал починається з того, як таємнича жінка просить допомоги у сестер. Врешті її хтось скидає з корабля, і таким чином починається слідство таємничого вбивства жінки, якої немає в списку пасажирів і якої ніхто не пам'ятає. Після серії таємниць, розкритих одна за одноюб та ще 2 вбивств, з'ясовується, що Карлос Вільянуева — батько двох сестер (Луїс Бермехо), якого вважали загиблим протягом останніх 2 років, живий і є винуватцем відправки тисяч людей до концтаборів. Нарешті його беруть під арешт, і в кінцевому підсумку Кароліна одружується з власником корабля. Але нізвідки з'являється човен, який просить допомоги, і капітан вирішує допомогти їм. Таємниця, пов'язана з таємничим човном, буде розкрита в другому сезоні.

## В ролях
Перший сезон (2019)
| Актор            | Роль |
| ---------------- | --- |
| Івана Бакеро     | Єва Вільянуева, непохитна, допитлива молода авторка, яка цікавиться таємницями на борту корабля. Має романтичні стосунки з офіцером Ніколасом Васкесом |
| Алехандра Онієва | Кароліна Вільянуева, сестра Єви та наречена Фернандо Фабрегаса (пізніше його дружина).                                                                 |
| Елой Асорін      | Фернандо Фабрегас, наречений Кароліни та власник корабля. Він і Єва не уживаються, після того, як вона звинуватила його в азартній залежності          |
| Джон Кортахарена | Ніколас Васкес, офіцер корабля «Барбара де Браганца», який допомагає Єві в її розслідуваннях                                                           |
| Тамар Новас      | Себастьян де ла Куеста, багатий плейбой, який закоханий у Вероніку                                                                                     |
| Лора Пратс       | Клара Ромеро, співачка та подруга П'єра. Покінчила життя самогубством за кілька днів до причалу судна в Ріо-де-Жанейро                                 |
| Даніель Лунд     | П'єр, офіцер корабля та хлопець Клари |
| Наталія Родрігес | Наталія Фабрегас, сестра Фернандо |
| Ігнасіо Монтес   | Дімас Гомес, слуга Себастьяна, який також закоханий у Вероніку                                                                                         |
| Чікі Фернандез   | Франциска де Гарсія, покоївка сестер |
| Бегонья Варгас   | Вероніка де Гарсія, сором'язлива дочка Франциски, яка вплутується в любовний трикутник                                                                 |
| Мануела Веллес   | Луїза Кастро Бермудес / Софія Плацаола, секретарка Карлоса Вільянуева                                                                                  |
| Хосе Сакристан   | Педро Вільянуева, дядько Кароліни та Єви |
| Антоніо Дуран    | Варела, детектив |
| Едуардо Бланко   | Сантьяго Агірре, капітан корабля «Барбара де Браганса»                                                                                                 |
| Пепе Осіо        | Рохас, корабельний лікар |
| Луїс Бермехо     | Карлос Вільянуева / Маріо Плацаола, батько Єви та Кароліни, кочегар                                                                                    |
| Фелікс Гомес     | Аннібаль де Суза, чоловік Наталії та партнер Фернандо                                                                                                  |

Другий сезон (2019)
| Актор            | Роль |
| ---------------- | --- |
| Івана Бакеро     | Єва Вільянуева, непохитна, допитлива молода авторка, яка цікавиться таємницями на борту корабля. Має романтичні стосунки з офіцером Ніколасом Васкесом |
| Алехандра Онієва | Кароліна Вільянуева, сестра Єви та наречена Фернандо Фабрегаса (пізніше його дружина)                                                                  |
| Елой Асорін      | Фернандо Фабрегас, наречений Кароліни та власник корабля. Він і Єва не уживаються, після того, як вона звинуватила його в азартній залежності          |
| Джон Кортахарена | Ніколас Васкес, офіцер корабля «Барбара де Браганца», який допомагає Єві в її розслідуваннях                                                           |
| Тамар Новас      | Себастьян де ла Куеста, багатий плейбой, який закоханий у Вероніку                                                                                     |
| Лора Пратс       | Клара Ромеро, співачка та подруга П'єра. Покінчила життя самогубством за кілька днів до причалу судна в Ріо-де-Жанейро                                 |
| Даніель Лунд     | П'єр, офіцер корабля та хлопець Клари |
| Наталія Родрігес | Наталія Фабрегас, сестра Фернандо |
| Ігнасіо Монтес   | Дімас Гомес, слуга Себастьяна, який також закоханий у Вероніку                                                                                         |
| Чікі Фернандез   | Франциска де Гарсія покоївка сестер |
| Бегонья Варгас   | Вероніка де Гарсія, сором'язлива дочка Франциски, яка вплутується в любовний трикутник                                                                 |
| Мануела Веллес   | Луїза Кастро Бермудес / Софія Плацаола |
| Хосе Сакристан   | Педро Вільянуева, дядько Кароліни та Єви |
| Антоніо Дуран    | Варела, детектив |
| Едуардо Бланко   | Сантьяго Агірре, капітан корабля «Барбара де Браганса»                                                                                                 |
| Пепе Осіо        | Рохас, корабельний лікар |
| Луїс Бермехо     | Карлос Вільянуева, батько Єви та Кароліни |
| Клавдія Трайсак  | Кассандра Ленорманд / Кармен Марін, врятована, ненавидить Фернандо                                                                                     |

Третій сезон (2020)
| Актор            | Роль |
| ---------------- | --- |
| Івана Бакеро     | Єва Вільянуева, молода письменниця, яка цікавиться таємницями                                                 |
| Алехандра Онієва | Кароліна / Діана, сестра Єви та дружина Фернандо Фабрегаса, шахрайка Діана                                    |
| Елой Асорін      | Фернандо Фабрегас, чоловік Кароліни та власник корабля                                                        |
| Джон Кортахарена | Ніколас Васкес, офіцер корабля «Барбара де Браганца», який допомагає Єві в її розслідуваннях. Чоловік Шанталь |
| Клавдія Галан    | Шанталь Васкес, дружина Ніколаса Васкеса                                                                      |
| Марко Пігоссі    | Фабіо, агент британської розвідки                                                                             |
| Даніель Лунд     | П'єр, офіцер корабля                                                                                          |
| Наталія Родрігес | Наталія Фабрегас, сестра Фернандо                                                                             |
| Бегонья Варгас   | Вероніка де Гарсія, колишня покоївка сестер                                                                   |
| Ігнасіо Монтес   | Дімас Гомес, коханий Вероніки                                                                                 |
| Крістіна Плазас  | Кармен, подруга Педро Вільянуева                                                                              |
| Пеп Антон Муньос | Доктор Аяла                                                                                                   |
| Хосе Сакристан   | Педро Вільянуева, дядько Кароліни та Єви                                                                      |
| Антоніо Дуран    | Варела, детектив                                                                                              |
| Едуардо Бланко   | Сантьяго Агірре, капітан корабля «Барбара де Браганса»                                                        |
| Іцасо Арана      | Анна, покоївка                                                                                                |
| Ніколас Франчела | Гектор Бірабент, офіцер корабля                                                                               |

## Епізоди
| Сезон | Епізоди | Епізоди | Оригінальний випуск | Оригінальний випуск |
| ----- | ------- | ------- | ------------------- | ------------------- |
| 1     | 8       | 8       | 24 травня 2019      | 24 травня 2019      |
| 2     | 8       | 8       | 22 листопада 2019   | 22 листопада 2019   |
| 3     | 6       | 6       | 7 серпня 2020       | 7 серпня 2020       |

### Перший сезон (2019)
| № серії (загалом) | № серії (в сезоні) | Назва серії                | Режисер(и)    | Оригінальна дата показу |
| --- | ------------------ | -------------------------- | ------------- | ----------------------- |
| 1 | 1                  | «Альбатрос»                | Карлос Седес  | 24 травня 2019          |
| Дві сестри допомагають піднятись на борт лайнера, який прямує з Європи до Америки, дівчині Луїзі. Вона стверджує, що рятується від свого майбутнього чоловіка, який погрожував її вбити. Пізніше Луїзу, очевидно, скинули з корабля в море, і починається розслідування вбивства. |                    |                            |               |                         |
| 2 | 2                  | «Обручки»                  | Карлос Седес  | 24 травня 2019          |
| Єва звинувачує Фернандо у брехні. Він переконує її та Кароліну у його правдивості, але пізніше виявляється, що він насправді збрехав. Коли пасажир раптом зізнається у вбивстві, вона та перший офіцер Ніколас підозрюють, що хтось щось приховує. |                    |                            |               |                         |
| 3 | 3                  | «Софія»                    | Карлос Седес  | 24 травня 2019          |
| Після того, як Єва уникає смерті під час пожежі в каюті, капітан, проти побажання власника судна, таємно повертає судно, маючи намір повернутися до порту, щоб правоохоронні органи могли взяти на себе слідство. Кароліна розпитує дядька Педро про жінку на фотографії. Педро таємно зустрічається з доктором Рохасом, з яким він ділиться секретом. Дімас оплакує смерть свого друга. Кароліна виявляє, що Луїза жива. |                    |                            |               |                         |
| 4 | 4                  | «Зміна пункту призначення» | Карлос Седес  | 24 травня 2019          |
| Луїза каже Кароліні, що вона прокралась на борт, щоб знайти мікроплівку, що містить докази того, що її батька вбили Педро та Рохас. Ніколас хвилюється, що корабель направляється в шторм. Рішення капітана підштовхує Анібала до дії. |                    |                            |               |                         |
| 5 | 5                  | «Шторм»                    | Ліно Ескалера | 24 травня 2019          |
| У розпал бурхливої бурі доктор Рохас та Єва намагаються врятувати Ніколаса. Себастьян просить Дімаса допомогти йому повернути Вероніку. Луїза робить відкриття. |                    |                            |               |                         |
| 6 | 6                  | «527 L.»                   | Ліно Ескалера | 24 травня 2019          |
| Сестри стикаються з дядьком. Клара та Наталія разом працюють над прикриттям. Єва розповідає Ніколасу про знайдене фото. |                    |                            |               |                         |
| 7 | 7                  | «Три години»               | Ліно Ескалера | 24 травня 2019          |
| Доктор Рохас вживає кардинальних заходів, щоб врятувати себе. П'єр розслідує смерть. Себастьян задумується над ідеєю Дімаса щодо створення палива. |                    |                            |               |                         |
| 8 | 8                  | «Каїн»                     | Ліно Ескалера | 24 травня 2019          |
| У день весілля Кароліни, сестри змушені зіткнутися з неприємною правдою про свою сім'ю. Варела починає підозрювати Наталію та Клару. |                    |                            |               |                         |

### Другий сезон (2019)
| № серії (загалом) | № серії (в сезоні) | Назва серії        | Режисер(и)            | Оригінальна дата показу |
| --- | ------------------ | ------------------ | --------------------- | ----------------------- |
| 9 | 1                  | «Касандра»         | Мануель Гомес Перейра | 22 листопада 2019       |
| Корабель врятував п’ять подорожуючих, включаючи жінку на ім’я Касандра, яка стверджує, що має інтуїтивні сили. Ніколас допомагає Єві шукати батька. |                    |                    |                       |                         |
| 10 | 2                  | «З мертвих»        | Мануель Гомес Перейра | 22 листопада 2019       |
| Оскільки історії Касандри про привидів починають турбувати Кароліну та інших пасажирів, Єва стає підозрілою до нового пасажира. Наталію шантажує детектив Варела. Ніколас виявляє, що його дружина насправді жива в Бразилії. |                    |                    |                       |                         |
| 11 | 3                  | «Хто там?»         | Ліно Ескалера         | 22 листопада 2019       |
| Коли Кароліна та капітан Сантьяго починають вірити у здібності Касандри після сеансу, недовіра Єви та Фернандо до неї зростає, і Єва починає турбуватися про психічний стан своєї сестри. Наталія справляється з шантажем Варели, але також змушена протистояти Кларі. |                    |                    |                       |                         |
| 12 | 4                  | «Міняйте руки»     | Ліно Ескалера         | 22 листопада 2019       |
| Корабель в хаосі, коли напруга, пограбування і привиди Рози Марін починають зростати. Кароліна починає недовіряти Фернандо, коли його поведінка змінюється. Єва та Ніколас розслідують події, намагаючись з'ясувати свої стосунки. Намір Касандри стає більш незрозумілим. Дімас робить дивовижне відкриття про Себастьяна. |                    |                    |                       |                         |
| 13 | 5                  | «Фінальний акт»    | Мануель Гомес Перейра | 22 листопада 2019       |
| Зі упійманим злодієм Єва та Ніколас працюють над розкриттям правди про Касандру та врятованих. Дружба Касандри з Кароліною починає зривати її плани. Заперечення Фернандо щодо його причетності до Рози Марін зустрічаються із сумнівами. Себастьян намагається примиритися з Дімасом і Веронікою. Бачачи можливість вийти з-за смерті Анібала, Наталія починає дискредитувати Клару. |                    |                    |                       |                         |
| 14 | 6                  | «Інша сторона»     | Мануель Гомес Перейра | 22 листопада 2019       |
| Зникнення Рози Марін підживлюється, коли з'являється новий свідок, і Кароліна знаходить лист, в якому Роза закінчує свої відносини з Фернандо. Шлюб Кароліни та Фернандо піддається випробуванню. Себастьян формулює план. Горе та травма Клари переповнюють її. |                    |                    |                       |                         |
| 15 | 7                  | «Вина»             | Ліно Ескалера         | 22 листопада 2019       |
| Після виявлення тіла Рози Марін капітан корабля арештовує Фернандо як головного підозрюваного в її вбивстві. Шокуюче зізнання Фернандо призводить до того, що шлюб його та Кароліни розхитується - більш ніж одним способом. Наталія бере на себе контроль над судноплавною компанією. |                    |                    |                       |                         |
| 16 | 8                  | «Любов може вбити» | Ліно Ескалера         | 22 листопада 2019       |
| Коли корабель нарешті прибуває до Ріо-де-Жанейро, Карлос помирає від ран, отриманих під час спроби втечі. Софія пропала безвісти після втечі на рятувальній шлюпці. Єва та Ніколас виявляють, що Педро повернувся зір, і він планував взяти золото для себе. Еріх та інші безбілетні викрадають Кароліну, вважаючи її вбивцею Рози. Підписуючись, Єва та Кароліна розуміють, що Франциска була тим, хто написав фальшивий лист від імені Рози. Франциска зізнається, що зіштовхувалася з Розою. Ніколас возз’єднується зі своєю дружиною, припиняючи таким чином свої стосунки з Євою. Коли сестри їдуть у своєму автомобілі, вони натякають на чергову подорож у майбутньому. |                    |                    |                       |                         |

### Третій сезон (2020)
| № серії (загалом) | № серії (в сезоні) | Назва серії            | Режисер(и)         | Оригінальна дата показу |
| --- | ------------------ | ---------------------- | ------------------ | ----------------------- |
| 17 | 1                  | «Новий курс»           | Ліно Ескалера      | 7 серпня 2020           |
| «Барбара де Браганца» вирушає у нову подорож до Мексики. За тиждень до початку подорожі Єва зустрічається з Фабіо, агентом британських спецслужб, який просить її допомоги в арешті Унтермана. У нього є таємничий вірус. Педро домовився про те, щоб його товаришка Кармен та її дочка Діана також подорожували на кораблі. Доктор Аяла приєднується до них, щоб стежити за Діаною. Фабіо знайомить Єву зі Стівом Тейлором. Стів веде розслідування. Другий корабель Roncesvalles, що перевозить вантаж, буде подорожувати за «Барбара-де-Браганца». Дімас і Вероніка зараз працюють на борту лайнера. П'єр припускає, що Ніколас може взяти на себе командування над Roncesvalles. Гектора Бірабента закликають стати на посаду першого офіцера на місці Ніколаса. Стів, Фабіо та Єва помилково звинувачують історика. |                    |                        |                    |                         |
| 18 | 2                  | «Маски»                | Ліно Ескалера      | 7 серпня 2020           |
| Єва отримує записку з проханням зустріти Стіва на палубі. Коли вона приходить, Стіва розстрілюють. Перш ніж померти, він каже «Катона». Угорця підозрюють у тому, що він є Алексом Катона. Шанталь стає занепокоєною після зустрічі з доктором Айялою. Доктор Аяла міняє місцями Кароліну і Діану, яка схожа на Кароліну. Діана як Кароліна відвідує сестру, щоб дізнатися, що вона знає. Єва розповідає Діані все, що знає про вірус. Новий перший офіцер заявляє, що капітан дивно поводиться. Фабіо дізнається, що Єва розповіла сестрі про розслідування і намагається більше не включати її до своєї місії. |                    |                        |                    |                         |
| 19 | 3                  | «Земля»                | Федеріко Унтерманн | 7 серпня 2020           |
| Каюту Андонова пограбовали. Єва звинувачує Фабіо в допиті Андонова. Кармен каже Педро, що вона стурбована тим, що Єва причетна до чогось небезпечного. Діана дзвонить до лазарету, що спонукає Єву та Фабіо втекти безпосередньо перед тим, як їх б викрили Варела та капітан. Фабіо отримує кодовану телеграму, яка каже йому, що Унтермана вже затримали. Після того, як у Капітан-Сантьяго виявлена пожежа, П’єр звинувачує його у тому, що він залишив запалену свічку. Кароліна дає Вероніці камеру. П'єр і перший офіцер продовжують свій план. Шанталь та Єва говорять про Ніколаса. Доктор Айяла перебиває їх, і Шанталь зізнається Єві, що він був лікарем, який катував її в концтаборі. Фабіо отримує камеру у Дімаса, який намагається використовувати її як запальничку. |                    |                        |                    |                         |
| 20 | 4                  | «Переслідування тіней» | Федеріко Унтерманн | 7 серпня 2020           |
| Єва знаходить Фабіо після того, як його вдарили Кармен та доктор Айяла. Варела вважає, що Фабіо знає, хто вбив Андонова і чому, і не звільнить його, поки Фабіо не скаже йому, все що знає. Фабіо підкуповує Варелу, а Варела погоджується допомогти Фабіо. Кароліна захищається від доктора Айяла і тікає з фотографією, все ще під дією наркотиків і одягненою, як Діана. Кармен і Діана наздоганяють її, перш ніж вона зможе дістатися до Єви. Фабіо придумує пастку для доктора Айяла. Гектор бере на себе командування кораблем, маючи намір змінити курс, тому П'єр може помститися Наталії за самогубство Клари. Діана в ролі Кароліни намагається зупинити доктора Айяла з пастки. Фабіо втрачає слід доктора Айяла, який вирушає назустріч Катоні. |                    |                        |                    |                         |
| 21 | 5                  | «Викриття»             | Ліно Ескалера      | 7 серпня 2020           |
| Педро все більше турбується про свою подругу Кармен. Діана планує вбити Кароліну і зробити це схожим на самогубство. Вероніка довіряє Єві свою стурбованість тим, що Діана потрапила в біду. Капітан розуміє, що корабель поза курсом, і намагається поговорити з Гектором. П'єр та Гектор змушують капітана повернутися до його каюти. Ніколас хвилюється. Єва та Фабіо йдуть на допомогу Діані. Кармен визнає, що справжню Діану викрали. Фернадо та Наталія з’ясували, що курс корабля змінився. Гектор наказує їх заарештувати. П’єр починає шукати Єву, щоб її також арештували. Єва отримує фото від Педро. Покоївка Анна - Александра Катона. Кармен допомагає Діані врятуватися. Катона заражає Діану вірусом. Гектор стріляє в Єву. |                    |                        |                    |                         |
| 22 | 6                  | «Вічне море»           | Ліно Ескалера      | 7 серпня 2020           |
| Фабіо заарештований. П'єр намагається заарештувати Кароліну та Єву, але Ніколас зупиняє його. П’єр дізнається про вірус і розповідає, як Гектор підійшов до нього щодо плану. Сантьяго бере назад контроль над кораблем. Фабіо звільнений. Діана блукає на кораблі, заражаючи інших. Вірус поширюється серед пасажирів та екіпажу швидко. Усі заражені переміщуються до їдальні, всі інші переміщуються на палубу або свої каюти. Доктор Айяла працює над тим, щоб знайти ліки в обмін на імунітет, коли вони досягають суходолу. Військовий корабель прибуває у відповідь на їхній дзвінок. Починається лікування пацієнтів. Ніколас повертається, щоб отримати жовтий прапор, щоб військовий корабель не стріляв по них ракетами. Катона вбиває Ніколаса, а Ніколас вбиває Катона. Єва повертається до вмираючого Ніколаса, який каже їй, що він її любить. Фабіо переконує Еву покинути Ніколаса і сісти на останню рятувальну шлюпку. |                    |                        |                    |                         |

## Виробництво
Оригінальний сезон був знятий взимку 2018 року. Другий сезон серіалу був підтверджений Netflix в червні 2019 року, а зйомки відбулися в середині 2019 року. Третій сезон серіалу був підтверджений в листопаді 2019 року, а зйомки почалися в тому ж місяці. Третій сезон вийшов в ефір 7 серпня 2020 року.

## Цікаві факти
- У ранніх епізодах, коли Клара співає з корабельним оркестром, її мікрофон нахилений до неї, так що вона співає у верхівку. Такий мікрофон є динамічним мікрофоном, був популярний у 40-х роках ХХ століття. Для правильної роботи мікрофон повинен бути відхилений від неї або прямо вгору, щоб вона співала у звукові прорізи збоку.[6]
- Чорний лак для нігтів вперше стали використовувати у 1920-х роках і тому підходить для цієї епохи. Він додав містики характеру Касандри як духовного носія та читача карт таро.[6]